# サン＝ディジエ
サン＝ディジエ （Saint-Dizier）は、フランス、グラン・テスト地域圏、オート＝マルヌ県のコミューン。

## 地理
県北部にあり、マルヌ川が横切る。

## 歴史
町の名が現れるのは9世紀終わりであるが、定住地は新石器時代から存在した。コミューンは徐々に城壁で囲まれたガロ＝ローマの町オロンナ（Olonna）となっていった。言い伝えによると、破壊を逃れたアンデマトゥヌム（Andematunum、ラングル）からラングル司教ディジエの遺体が運ばれ、教会が建てられたとされる。
中世のサン＝ディジエは、ダンピエール家の支配のもとで、ノートルダム教会周囲に発展した。13世紀の領主ギィ2世・ド・ダンピエールは城と教会を建設し始めた。フランドル伯の娘を妻に迎えたギヨーム・ド・ダンピエール時代、フランドル都市の組織に影響を受けた公民権付与憲章が制定された。1228年には、市の議員たちに対して一部の権限が委譲された。
戦略的要所にあったサン＝ディジエは、1544年にフランソワ1世とカール5世の間で争われ、包囲された。要塞は7ヶ月もの包囲に耐え、フランソワ1世は住民の勇気を讃えた。1544年9月のクレピー・アン・ラノワ条約によって、神聖ローマ帝国領だったサン＝ディジエはフランスに併合された。
1755年、大火で旧市街の3地区が破壊された。
第一次世界大戦、ヴェルダンの戦いにおいてサン＝ディジエは前線への供給地点としてどこよりも役立ったコミューンであった。
第二次世界大戦、ドイツ空軍の飛行場がサン＝ディジエにおかれたために、アメリカ空軍、イギリス空軍による複数回の爆撃を受けた。
製鋼の長い歴史を持ち、その専門知識から都市は成長した。一方、オルティズ兄弟が創設したアイスクリーム工場は、Mikoのブランドを開発し有名になった。

### 住宅団地
これらの経済成長に伴う労働者の住宅のニーズにこたえるため、サン＝ディジエ郊外にフランス初の大規模集合住宅団地の1つ、ヴェール・ボワが建設された。ヴェール・ボワはコミューン人口の約4割を占めるにいたった。

## 経済
空軍基地と病院が雇用を維持する一方で、機械工業を含む産業は衰退傾向にある。第113サン＝ディジエ＝ロバンソン空軍基地は、2011年時点で1600人以上の軍人がいる。ダッソー・ラファール戦闘機が最初に運用された基地である。